# Bircza (gemeente)

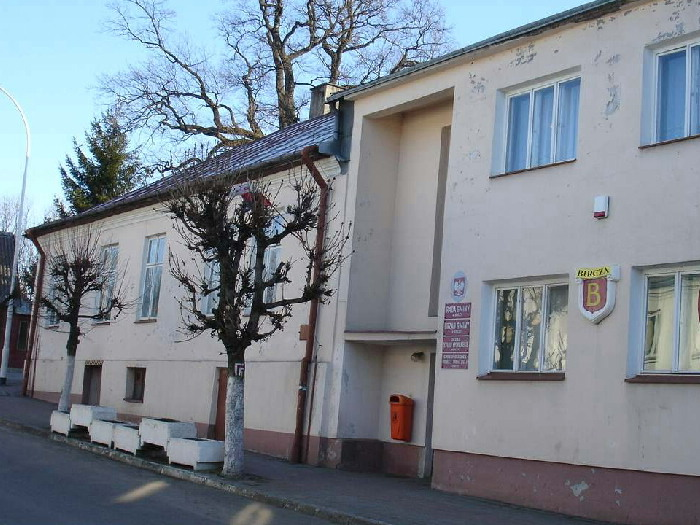
urząd gminy

De gemeente Bircza is een landgemeente in het Poolse woiwodschap Subkarpaten, in powiat Przemyski.

## Oppervlakte gegevens
In 2002 bedroeg de totale oppervlakte van gemeente Bircza 254,49 km², waarvan:
- agrarisch gebied: 34%
- bossen: 59%

De gemeente beslaat 20,97% van de totale oppervlakte van de powiat.

## Demografie
Stand op 30 juni 2004:
| Omschrijving                   | Totaal | Totaal | Vrouwen | Vrouwen | Mannen | Mannen |
| ------------------------------ | ------ | ------ | ------- | ------- | ------ | ------ |
| eenheid                        | aantal | %      | aantal  | %       | aantal | %      |
| inwoners                       | 6626   | 100    | 3228    | 48,7    | 3398   | 51,3   |
| bevolkingsdichtheid (inw./km²) | 26     | 26     | 12,7    | 12,7    | 13,4   | 13,4   |

In 2002 bedroeg het gemiddelde inkomen per inwoner 1499,58 zł.
Op 30 juni 2004 telde de gemeente 6626 inwoners.

## Sołectwa (24)
Bircza, Boguszówka, Borownica, Brzeżawa, Brzuska, Huta Brzuska, Jasienica Sufczyńska, Jawornik Ruski, Korzeniec, Kotów, Kuźmina, Leszczawka, Leszczawa Dolna, Leszczawa Górna, Lipa, Łodzinka Górna + Łodzinka Dolna, Malawa + Dobrzanka, Nowa Wieś, Roztoka, Rudawka, Stara Bircza, Sufczyna, Wola Korzeniecka, Żohatyn

## Aangrenzende gemeenten
Dubiecko, Dydnia, Dynów, Fredropol, Krasiczyn, Krzywcza, Nozdrzec, Sanok, Tyrawa Wołoska, Ustrzyki Dolne